# Mária Kocsor
Mária Kocsor, coniugata Hatlaczkyné (Békés, 21 marzo 1937), è un'ex cestista ungherese.

## Carriera
Con l'Ungheria ha disputato i Campionati del mondo del 1957 e due edizioni dei Campionati europei (1956, 1960).